# St. Veit (Twiste)

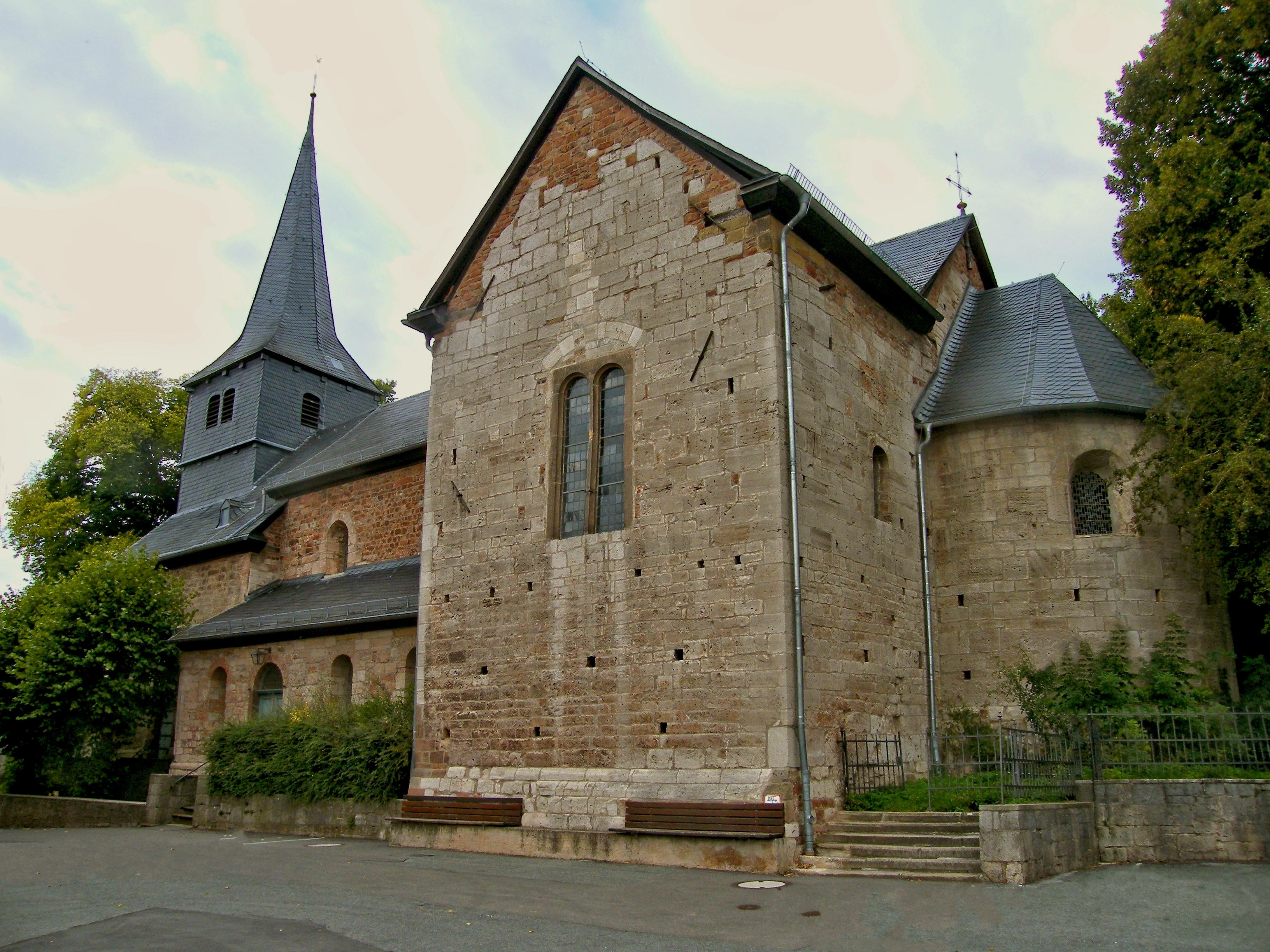
St. Veit

Grundriss

Die evangelische Dorfkirche St. Veit ist eine romanische Basilika im Ortsteil Twiste der Gemeinde Twistetal im nordhessischen Landkreis Waldeck-Frankenberg. Sie gehört zur Kirchengemeinde Twiste im Kirchenkreis Twiste-Eisenberg der Evangelischen Kirche von Kurhessen-Waldeck.

## Geschichte und Architektur
Seit der Zeit um 860 hatte das Kloster Corvey Besitz und Einfluss in Twiste. Das mit der Klosterkirche gemeinsame Patrozinium St. Vitus (Veit) bestätigt diese Verbindung.
Die malerisch über dem Dorf gelegene Kirche ist die größte und bedeutendste Dorfkirche im Landkreis Waldeck-Frankenberg. Die dreischiffige Gewölbebasilika ist mit Querschiff, einer daran anschließenden Halbkreisapsis und kleinen Apsisnischen in den östlichen Wänden des Querschiffs versehen. Im Westen befindet sich ein gedrungener, massiger Turmunterbau. der mit einer kleineren verschieferten Glockenstube und einem Spitzhelm aus barocker Zeit abgeschlossen ist. Das Langhaus gehört einem kleineren, ehemals flachgedeckten Bau des späten 11. Jahrhunderts an, der in der zweiten Hälfte des 12. Jahrhunderts mit Wölbung, Querhaus und Chor versehen wurde. Der Turm ist älter als die Einwölbung, jedoch nicht gleichzeitig mit dem Schiff entstanden. Ein rundbogiges Portal an der Südseite ist mit einer rundbogigen Vorlage versehen und hat die ursprünglichen Eisenbeschläge bewahrt. Das Langhaus gliedert sich in zwei ungleich große quadratische Hauptjoche mit kräftigen Gurten und Kreuzgratgewölben, die Seitenschiffe sind mit Stichkappentonnen in Längsrichtung gewölbt. Die Formen sind schlicht. Eine spätromanische Ausmalung stammt aus der Zeit um 1200 und zeigt an den Apsisfenstern aufgemalte Arkadenrahmungen mit Säulchen; auf dem Vierungsgewölbe sind vier Lebensbäume als Paradiessymbol zu sehen.

## Ausstattung
Eine spätgotische Sakramentsnische ist mit Kielbogenmaßwerk und einem original erhaltenen Gitter versehen. In der Apsis befindet sich der blockartige Altar mit einem hölzernen Kruzifix. Eine reich geschnitzte, farbig gefasste Kanzel wurde 1602 von Jost Schilling geschaffen. Zwischen Ecksäulen sind Blendfüllungen angeordnet, auf denen Christus und die vier Evangelisten dargestellt sind. Die Rollwerkkartuschen auf dem vorspringenden Sockel sind mit Inschriften zur Entstehung und den ausführenden Künstlern ausgestattet. Der Taufstein stammt aus dem Jahr 1661. Die Kirche besitzt eine Orgel aus der Werkstatt von Jacob Vogt und Wilhelm Rühle aus dem Jahre 1862. Sie wurde im Jahre 2006 von der Firma Orgelbau Waltershausen restauriert. Ein Epitaph mit Gemälde aus der Zeit um 1600 erinnert an die früh verstorbene Pfarrersfrau Margarete Gertrud Stuven, die mit Kindern vor dem himmlischen Jerusalem dargestellt ist. Zwei gusseiserne Grabplatten stammen aus dem 18. Jahrhundert.